# Zemmtal
Das Zemmtal, auch Dornaubergtal genannt, ist ein Seitental des Zillertals in den Zillertaler Alpen (Tirol, Österreich). 

## Lage und Beschreibung
Das Zemmtal entsteht am Zusammentreffen von Zamser Grund und Zemmgrund bei Breitlahner oberhalb Dornauberg-Ginzling und reicht bis in den Talkessel von Mayrhofen. Das Zemmtal wird auf gesamter Länge vom Zemmbach durchflossen, der in Mayrhofen in den Ziller mündet. Dabei bezeichnet man ortsüblich mit Zemmtal – oder eben Dornaubergtal – nur die Talung des Unterlaufes des Zemmbachs. Meint man die Gesamttalung mitsamt Zemmgrund (respektive auch Zamsergrund), spricht man von Zemmbachtal.
Die rechte Talseite gehört zu Mayrhofen, die linke zu Finkenberg. Nördlich liegt der Tuxer Hauptkamm, südliche Seitentäler sind die Gunggl, die Floite, an deren Einmündung der Ort Ginzling liegt, und das Ingentkar.

## Alpinismus
Im Zemmtal gibt es einige Klettergärten, wie das Klettergebiet Bachhexe oder Monkey Island sowie in unmittelbarer Nähe von Ginzling einige attraktive Bouldergebiete.